# 北新庄村
北新庄村（きたしんじょうむら）は福井県今立郡にあった村。現在の越前市中心部の東方、北陸自動車道・武生インターチェンジの東側一帯にあたる。

## 地理
- 山岳 ： 足谷山

## 歴史
- 1889年（明治22年）4月1日 - 町村制の施行により、杉崎村、下真柄村、北村、西樫尾村、戸谷村、三ツ屋村、長尾村及び中新庄村の区域をもって、北新庄村が発足する。
- 1954年（昭和29年）7月5日 - 北新庄村が分割して、大字西樫尾の区域が粟田部町、大字杉崎、大字下真柄、大字北、大字戸谷、大字三ツ屋、大字長尾及び大字中新庄の区域が武生市に編入する。

## 交通

### 鉄道路線
- 福井鉄道
  - 南越線
    - 北村駅

### 道路
現在は旧村域に北陸自動車道の武生インターチェンジの敷地の一部が所在するが、当時は未開通。